# Listă de masacre din România
Aceasta este o Listă de masacre din România aranjate în ordine cronologică:

## Masacrul de la Siculeni
Masacrul de la Siculeni a fost o execuție în masă organizată în anul 1764 de armata imperială împotriva secuilor rebeli, care s-au împotrivit încorporării în nou-înființatele regimente secuiești ale graniței militare. Cu executarea ordinului a fost încredințat generalul Nikolaus Buccow, guvernatorul Transilvaniei, care după refuzul secuilor și-a dat demisia. Locul lui a fost luat de generalul Josip Siskovics care, în seara înzăpezită de 7 ianuarie 1764 (ajunul Crăciunului Ortodox), a încercuit localitatea Mádéfalva (azi Siculeni, Harghita) și a ordonat deschiderea focului.
Placa memorială dezvelită la fața locului în anul 1899 menționează 200 de victime.

## Masacrul de la Mihalț
Acțiunile antiromânești ale ungurilor s-au intensificat după Adunarea de la Blaj din 3/15 mai 1848. Masacrul de la Mihalț din 29 iunie 1848 s-a finalizat cu împușcarea a 14 de țărani români de către trupele ungurești conduse de Stanislaus Anton von Puchner și rănirea a altor 50. Acest eveniment a atras atenția după ce a fost prezentat în ziarele Gazeta, Der Siebenbürger Bote.

## Masacrul de la Blaj
După ocuparea orașului Blaj la 18 ianuarie 1849, ungurii au ucis mulți civili români, inclusiv bătrâni și oameni fără adăpost.[nefuncțională]

## Masacrul de la Aiud

### Fundal istoric
Pe 19 octombrie 1848, Simion Probu Prodan lansează către autoritățile maghiare din Aiud apeluri la pace, motivând că "națiunea română nu este setoasă de sângele nimănui", și doar cere să fie recunoscută națiunea română ca o "soră adevărată".

### Evenimente
Răsculații români și sași din Munții Apuseni de sub comanda lui Axente Sever și Simion Probu Prodan au intrat în localitate la 8 ianuarie 1849 (ziua Crăciunului după calendarul iulian). După ocuparea orașului, părăsit de unitățile revoluționare maghiare, unele surse indică că a început un măcel, alte surse doar că au fost mici jafuri, comise mai ales de sași. Aproximativ 800-1000 femei, bătrâni și copii maghiari ar fi fost torturați și omorâți cu securi și furci, iar Colegiul Național Bethlen și valoroasa sa bibliotecă au fost incendiate. Teroarea s-ar fi terminat la 17 ianuarie 1849. Trupurile morților ar fi fost aruncate în șanțurile cetății. Axente Sever a fost arestat în februarie 1849, acuzat fiind că ar fi participat la masacru, dar a fost găsit nevinovat la proces.. La fel preotul greco-catolic Simion Probu Prodan a fost găsit nevinovat de către autoritățile imperiale.

## Masacrul de la Zlatna
- Data: 24 octombrie 1848

La 24 octombrie 1848, trupe conduse de Petru Dobra au atacat în timpul nopții orașul Zlatna, au dezarmat gărzile maghiare și ar fi omorât 700 de civili maghiari fugiți din oraș pe câmpia din Presaca Ampoiului.

## Masacrele de la Tărcaia și Grădinari
- Data: 19 aprilie 1919

Masacrele de la Tărcaia și Grădinari (județul Bihor) au fost două evenimente petrecute în timpul Ofensivei Armatei României împotriva civililor din localitățite respective care aveau caracter de enclave maghiare. În cursul acestora, 91 civili de etnie maghiară din satul Tărcaia și 17 civili de etnie maghiară din satul Grădinari au fost împușcați de către persoane înarmate în fața bisericilor din satele respective.

## Masacrul din Ip
- Data: 13-14 septembrie 1940

Masacrul din Ip se înscrie în seria masacrelor antiromânești desfășurate pe teritoriul Transilvaniei de Nord în toamna anului 1940. În noaptea de 13 spre 14 septembrie 1940 trupe maghiare ce făceau parte din armata de ocupație cantonată în orașul Șimleul Silvaniei, împreună cu localnici maghiari și cu membri ai organizației  Straja națiunii ("Nemzetőrség") au ucis 157 de localnici români.

## Masacrul din Treznea
- Data: 26-27 noiembrie 1940

După crimele din 8 septembrie 1940, când trupele armatei ungare au ucis 11 persoane în comuna Ciumărna, trupele horthyste au pornit către comuna Treznea, unde au intrat la data de 9 septembrie. Primele victime au fost copii aflați cu vitele la păscut. Cadavrele lor au fost descoperite pe izlazul comunal. După ocuparea satului, unitățile maghiare au dezlănțuit măcelul rămas în istorie sub denumirea de "Masacrul de la Trăznea". Români și evrei au fost masacrați cu focuri de mitraliere, străpunși cu săbiile și baionetele, iar casele atacate cu grenade și incendiate. În urma acestor incidente au murit 93 de persoane, dintre care 87 de români și 6 evrei.

## Masacrul de la Jilava
Masacrul de la Jilava s-a declanșat în noaptea de 26-27 noiembrie 1940 când la penitenciarul Jilava (nume oficial: «Penitenciarul București» ) a venit o grupă de legionari înarmați care au ucis 64 de arestați, ofițeri superiori și fruntași ai vieții politice românești interbelice.
Penitenciarul București, folosit de diferitele guverne române pentru încarcerarea și punizarea deținuților politici, a devenit celebru sub numele de «penitenciarul Jilava» după numele comunei Jilava, în județul Ilfov, unde se găsește respectiva instituție.

## Masacrul de la Fântâna Albă
Masacrul de la Fântâna Albă a fost un masacru care a avut loc la 1 aprilie 1941, atunci când între 200 și aproximativ 2.000-3.000 de români, locuitori ai satelor de pe valea Siretului au încercat să se refugieze din Uniunea Sovietică în România.

## Masacrul de la Sărmașu
În septembrie 1944, trupele maghiare au masacrat 126 de evrei din localitatea Sărmașu.